# Unité urbaine de Bonnétable
L'unité urbaine de Bonnétable est une unité urbaine française qui fait partie du département de la Sarthe et de la région Pays de la Loire.

## Données globales
En 2010, selon l'Insee, l'unité urbaine de Bonnétable était composée de deux communes, toutes les deux situées dans le département de la Sarthe, plus précisément dans l'arrondissement de Mamers.
Dans le nouveau zonage de 2020, le périmètre est identique.

## Délimitation de l'unité urbaine en 2020
L'unité urbaine de Bonnétable est composée des deux communes suivantes :

| Nom                | Code Insee | Statut | Superficie (km2) | Population (dernière pop. légale) | Densité (hab./km2) |
| ------------------ | ---------- | ------ | ---------------- | --------------------------------- | ------------------ |
| Bonnétable         | 72039      |        | 40,08            | 3 721 (2022)                      | 93                 |
| Briosne-lès-Sables | 72048      |        | 9,85             | 537 (2022)                        | 55                 |

## Évolution démographique
L'évolution démographique ci-dessus concerne l'unité urbaine selon le périmètre défini en 2020.
| 1968  | 1975  | 1982  | 1990  | 1999  | 2008  | 2013  | 2018  |
| ----- | ----- | ----- | ----- | ----- | ----- | ----- | ----- |
| 3 885 | 4 159 | 4 083 | 4 191 | 4 377 | 4 583 | 4 464 | 4 362 |

## Pour approfondir